# Dalea tenuis
Dalea tenuis là một loài thực vật có hoa trong họ Đậu. Loài này được (J.M.Coult.) Shinners miêu tả khoa học đầu tiên.